# Pokrajine i teritoriji Kanade
U političkoj podjeli na prvoj razini, Kanada se dijeli na pokrajine i teritorije. Glavna razlika između pokrajina i teritorija je stupanj samostalnosti u odnosu na središnju vlast.
Deset kanadskih pokrajina čine Alberta, Britanska Kolumbija, Manitoba, Novi Brunswick, Newfoundland i Labrador, Nova Škotska, Ontario, Otok princa Edwarda, Québec i Saskatchewan, dok tri teritorija čine Sjeverozapadni teritoriji, Nunavut i Yukon.
Pokrajine imaju velike vlastite ovlasti, slične saveznim državama. Svaka pokrajina ima vlastiti parlament, vladu, financijska sredstva, sudove i druge pokrajinske ovlasti. Teritorijima izravno upravlja savezna vlast.

## Pokrajine
| Zastava | Pokrajina               | Poštanska kratica/ ISO kôd | Glavni grad   | Najveći grad  | Pridruživanje konfederaciji | Stanovništvo (2008.) | Površina (km2) | Površina (km2) | Površina (km2) | Službeni jezik       | Kanadski parlament | Kanadski parlament | Kanadski parlament |
| Zastava | Pokrajina               | Poštanska kratica/ ISO kôd | Glavni grad   | Najveći grad  | Pridruživanje konfederaciji | Stanovništvo (2008.) | Kopno          | Voda           | Ukupno         | Službeni jezik       | Donji dom          | Gornji dom         |                    |
| ------- | ----------------------- | -------------------------- | ------------- | ------------- | --------------------------- | -------------------- | -------------- | -------------- | -------------- | -------------------- | ------------------ | ------------------ | ------------------ |
|         | Ontario                 | ON                         | Toronto       | Toronto       | 1. srpnja 1867.             | 12.891.787           | 917.741        | 158.654        | 1.076.395      | engleski1 francuski2 | 107                | 24                 |                    |
|         | Québec                  | QC                         | Québec        | Montréal      | 1. srpnja 1867.             | 7.744.530            | 1.356.128      | 185.928        | 1.542.056      | francuski            | 75                 | 24                 |                    |
|         | Nova Škotska            | NS                         | Halifax       | Halifax       | 1. srpnja 1867.             | 935.962              | 53.338         | 1.946          | 55.284         | engleski1            | 11                 | 10                 |                    |
|         | Novi Brunswick          | NB                         | Fredericton   | Saint John    | 1. srpnja 1867.             | 751.527              | 71.450         | 1.458          | 72.908         | engleski, francuski  | 10                 | 10                 |                    |
|         | Manitoba                | MB                         | Winnipeg      | Winnipeg      | 15. srpnja 1870.            | 1.196.291            | 553.556        | 94.241         | 647.797        | engleski1 francuski2 | 14                 | 6                  |                    |
|         | Britanska Kolumbija     | BC                         | Victoria      | Vancouver     | 20. srpnja 1871.            | 4.428.356            | 925.186        | 19.549         | 944.735        | engleski1            | 36                 | 6                  |                    |
|         | Otok princa Edwarda     | PE                         | Charlottetown | Charlottetown | 1. srpnja 1873.             | 139.407              | 5.660          | —              | 5.660          | engleski1            | 4                  | 4                  |                    |
|         | Saskatchewan            | SK                         | Regina        | Saskatoon     | 1. rujna 1905.              | 1.010.146            | 591.670        | 59.366         | 651.036        | engleski1            | 14                 | 6                  |                    |
|         | Alberta                 | AB                         | Edmonton      | Calgary       | 1. rujna 1905.              | 3.512.368            | 642.317        | 19.531         | 661.848        | engleski1            | 28                 | 6                  |                    |
|         | Newfoundland i Labrador | NL                         | St. John's    | St. John's    | 31. ožujka 1949.            | 508.270              | 373.872        | 31.340         | 405.212        | engleski1            | 7                  | 6                  |                    |

Napomene:
1. de facto

2. de jure

- Prije Konfederacije, Ontario i Québec bili su dio Provincije Kanade.
- Prije nego što su postali dio Kanade, Nova Škotska, Novi Brunswick, Britanska Kolumbija i Otok princa Edwarda bili su zasebne kolonije.
- Manitoba je uspostavljena u isto vrijeme kad i Sjeverozapadni teritoriji.
- Alberta i Saskatchewan nastali su od dijela područja Sjeverozapadnih teritorija.
- Prije nego što je postao dio Kanade, Newfoundland je bio područje (dominion) u Britanskom Commonwealthu. Područje Labradora bilo je dio Newfoundlanda od 1927. godine. Ustavnim amandmanom 6. prosinca 2001., pokrajina Newfoundland promijenila je ime u Newfoundland i Labrador.

## Teritoriji
| Zastava | Teritorij                 | Poštanska kratica/ ISO kôd | Glavni i najveći grad | Pridruživanje konfederaciji | Stanovništvo (2008.) | Površina (km2) | Površina (km2) | Površina (km2) | Službeni jezici | Kanadski parlament | Kanadski parlament | Kanadski parlament |
| Zastava | Teritorij                 | Poštanska kratica/ ISO kôd | Glavni i najveći grad | Pridruživanje konfederaciji | Stanovništvo (2008.) | Kopno          | Voda           | Ukupno         | Službeni jezici | Donji dom          | Gornji dom         |                    |
| ------- | ------------------------- | -------------------------- | --------------------- | --------------------------- | -------------------- | -------------- | -------------- | -------------- | --- | ------------------ | ------------------ | ------------------ |
|         | Sjeverozapadni teritoriji | NT                         | Yellowknife           | 15. srpnja 1870.            | 42.514               | 1.183.085      | 163.021        | 1,346,106      | engleski, chipewyan, cri, francuski, gwich’in, inuinnaqtun, inuktitut, inuvialuktun, sjeverni slavey, južni slavey, tlichos | 1                  | 1                  |                    |
|         | Yukon                     | YT                         | Whitehorse            | 13. lipnja 1898. .          | 31.530               | 474.391        | 8.052          | 482.443        | engleski, francuski | 1                  | 1                  |                    |
|         | Nunavut                   | NU                         | Iqaluit               | 1. travnja 1999.            | 31.152               | 1.936.113      | 157.077        | 2.093.190      | inuktitut, inuinnaqtun, engleski, francuski                                                                                 | 1                  | 1                  |                    |

## Poveznice
- Popis pokrajina i teritorija Kanade po površini
- Popis pokrajina i teritorija Kanade po broju stanovnika
- Popis pokrajina i teritorija Kanade po bruto domaćem proizvodu